# Gregory Eskin
Gregory Eskin (em russo:  Григорий Ильич Эскин; Kiev, República Socialista Soviética da Ucrânia, 5 de dezembro de 1936) é um matemático russo-israelense-estadunidense, especialista em equações diferenciais parciais.
Eskin obteve um doutorado em 1963 (Candidato de Ciências) na Universidade Estatal de Moscou, orientado por Georgiy Shilov. Em 1974 Eskin imigrou com sua família para Israel, e tornou-se professor da Universidade Hebraica de Jerusalém. Foi palestrante convidado do Congresso Internacional de Matemáticos em Varsóvia (1983). Em 1982 imigrou com sua família de Israel para os Estados Unidos, e tornou-se professor da Universidade da Califórnia em Los Angeles (UCLA). Foi eleito fellow da American Mathematical Society em 2014.
Seu filho Alex Eskin é professor de matemática da Universidade de Chicago e seu outro filho Eleazar é professor de ciência da computação e genética humana da UCLA.

## Publicações selecionadas

### Artigos
- com Marko Iosifovich Vishik: «Equations in convolutions in a bounded region». Russian Mathematical Surveys. 20 (3): 85–151. 1965. doi:10.1070/RM1965v020n03ABEH001184
- «Parametrix and propagation of singularities for the interior mixed hyperbolic problem». Journal d'Analyse Mathématique. 32 (1): 17–62. 1977. doi:10.1007/BF02803574
- «A new approach to hyperbolic inverse problems». Inverse problems. 22 (3). 815 páginas. 2006. doi:10.1088/0266-5611/22/3/005
- «Aharonov-Bohm effect revisited». Rev. Math. Phys. 27 (2). 1530001 páginas. 2015. doi:10.1142/S0129055X15300010

### Livros
- Краевые задачи для эллиптических псевдодифференциальных уравнений (Boundary problems for elliptic pseudodifferential equations) М.: Наука, (Moscou, Nauka) 1973. — 232 p.
- Boundary Value Problems for Elliptic Pseudodifferential Equations. American Mathematical Society, 2008. — 375 p.
- Lectures on Linear Partial Differential Equations. American Mathematical Society, 2011. — 410 p.